# Circaetinae
Circaetinae este o subfamilie a familiei Accipitridae care conține un grup de păsări de pradă cu aripi largi, de dimensiuni medii sau mari. Grupul este uneori tratat ca tribul Circaetini. Aceste păsări sunt specializate în vânarea șerpilor și a altor reptile, acesta fiind motivul pentru care majoritatea sunt denumite „șerpari”. Excepțiile sunt Terathopius ecaudatus, un vânător mai generalizat, și acvila filipineză, care pradă mamifere și păsări.

## Taxonomie
Subfamilia Circaetinae a fost introdusă în 1851 de către zoologul englez Edward Blyth, Circaetus fiind genul tip.
Cladograma la nivel de gen a Circaetinae prezentată mai jos se bazează pe un studiu filogenetic molecular al Accipitridae realizat de Therese Catanach și colaboratori și publicat în 2024.
|  | Pithecophaga                                                                                     |
|  |                                                                                                  |
|  | \| \| Terathopius \| \| \| \| \| \| Circaetus (6 specii) + Dryotriorchis spectabilis \| \| \| \| |
|  |                                                                                                  |
|  | Terathopius                                                                                      |
|  |                                                                                                  |
|  | Circaetus (6 specii) + Dryotriorchis spectabilis                                                 |
|  |                                                                                                  |

|  | Terathopius                                      |
|  |                                                  |
|  | Circaetus (6 specii) + Dryotriorchis spectabilis |
|  |                                                  |

|  | Pithecophaga                                                                                     |
|  |                                                                                                  |
|  | \| \| Terathopius \| \| \| \| \| \| Circaetus (6 specii) + Dryotriorchis spectabilis \| \| \| \| |
|  |                                                                                                  |
|  | Terathopius                                                                                      |
|  |                                                                                                  |
|  | Circaetus (6 specii) + Dryotriorchis spectabilis                                                 |
|  |                                                                                                  |

|  | Terathopius                                      |
|  |                                                  |
|  | Circaetus (6 specii) + Dryotriorchis spectabilis |
|  |                                                  |

### Specii
Următoarea taxonomie se bazează pe Congresul Ornitologic Internațional:
- Spilornis Gray, 1840
  - Spilornis cheela
  - Spilornis klossi
  - Spilornis kinabaluensis
  - Spilornis rufipectus
  - Spilornis holospilus
  - Spilornis elgini

- Pithecophaga Ogilvie-Grant, 1896
  - Pithecophaga jefferyi

- Circaetus Vieillot, 1816
  - Circaetus gallicus
  - Circaetus beaudouini
  - Circaetus pectoralis
  - Circaetus cinereus
  - Circaetus fasciolatus
  - Circaetus cinerascens

- Dryotriorchis Shelley, 1874
  - Dryotriorchis spectabilis

- Terathopius Lesson, 1830
  - Terathopius ecaudatus

- Eutriorchis Sharpe, 1875
  - Eutriorchis astur